# Barbara Radziwiłł
Barbara Radziwiłł (in lituano Barbora Radvilaitė; in polacco Barbara Radziwiłłówna; in bielorusso Барбара Радзівіл?; Vilnius, 6 dicembre 1520 – Cracovia, 8 maggio 1551) fu regina consorte di Polonia e granduchessa di Lituania.

## Biografia
Barbara era la figlia di un potente magnate appartenente alla famiglia nobile lituana Radziwiłł ( in lituano: Radvilos), castellano, voivoda e hetman del Granducato di Lituania, Giorgio Radziwiłł ( in lituano: Jurgis Radvila), e di Barbara Koła, figlia del Voivoda di Podolia. La sua data di nascita esatta è sconosciuta. Si sa che è nata il 6 dicembre, ma l'anno non è noto. Gli storici di solito forniscono o 1520, come riportato nella genealogia dei Radziwiłł trovata a Nesvizh, o nel 1523, come riportato su una lapide trovata nella sua tomba. Dalla sua corrispondenza, è noto che sapeva parlare e scrivere in polacco. Da una lettera del febbraio 1549 si poteva dedurre che lei capisse almeno un po' di latino, ma le sue lettere a Sigismondo Augusto non presentavano una sola frase latina, parlava lituano, bielorusso antico (руська мова) e polacco. Stando alle fonti coeve, Barbara era una donna molto bella: di statura alta per i suoi tempi (162 cm), corpo snello, capelli biondi e denti bianchi. Inoltre, era interessata alla moda e ai cosmetici (usava profumi e cipria).

## Matrimoni

### Primo Matrimonio
Nel 1536, Stanislovas Goštautas, voivoda di Nowogrodek, cancellò il fidanzamento con Anna Elisabetta Radziwiłł, sorella maggiore di Barbara. Suo padre gli offrì la mano di Barbara anche se era contraria alla consuetudine che una sorella minore si sposasse per prima. Il contratto di matrimonio fu firmato il 20 ottobre 1536 a Radun'.
Il matrimonio di Barbara e Goštautas ebbe luogo il 18 maggio 1537 nella sua residenza a Hieraniony. La sua dote comprendeva numerosi articoli d'argenteria in argento e d'oro, 24 bei cavalli, abiti di raso e damaschi decorati con oro e pietre preziose. In cambio, Stanislovas trasferì a Barbara proprietà per 8.000 kopas di groscheni lituani. Il loro matrimonio rimase senza figli. Stanislovas morì inaspettatamente dopo una breve malattia il 18 dicembre 1542.

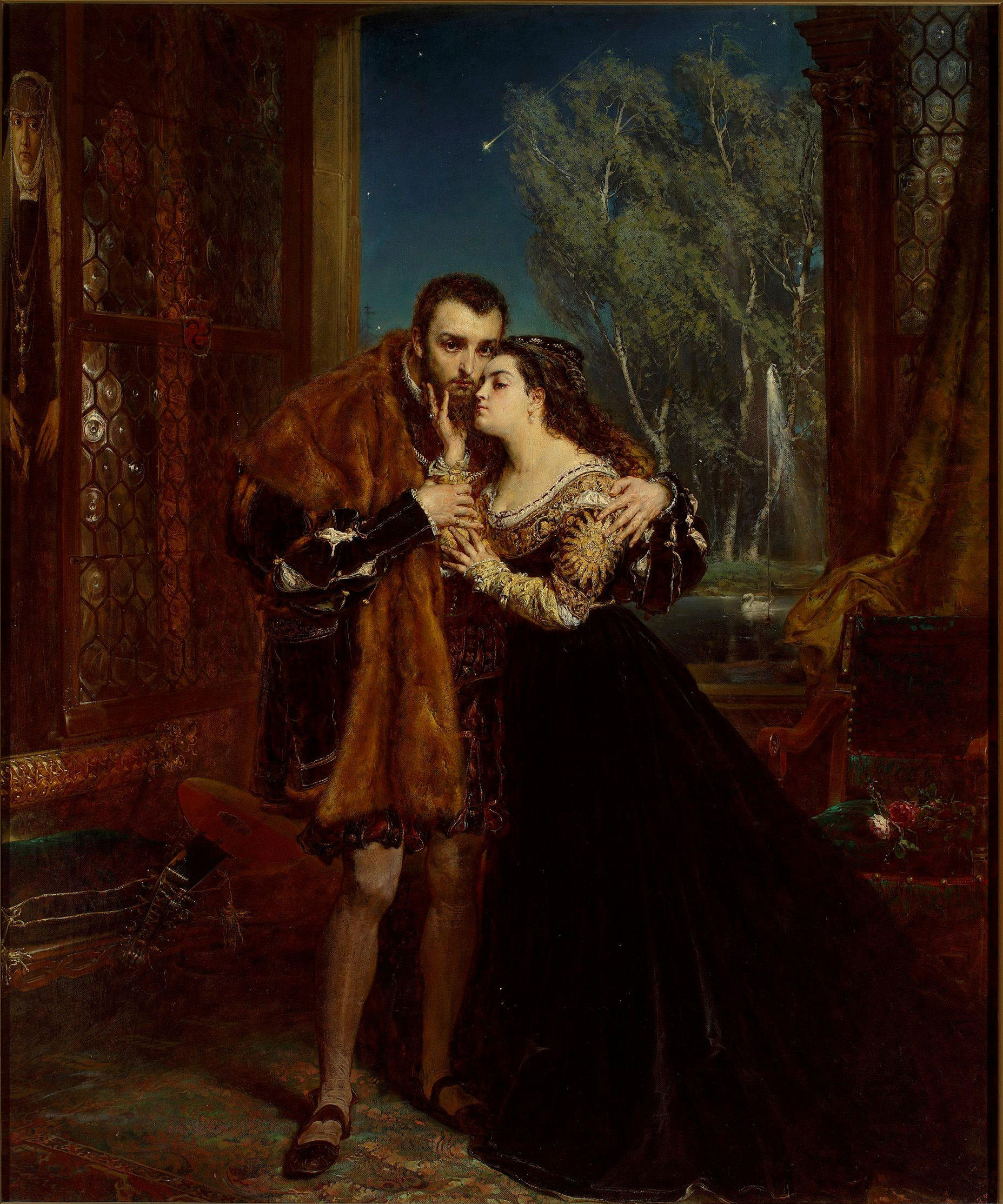
Sigismondo Augusto e Barbara Radziwiłł a Vilnius di Jan Matejko

### Secondo Matrimonio

#### Relazione amorosa e matrimonio segreto
Stanislovas Goštautas fu l'ultimo membro maschio della famiglia Goštautai e, secondo la legge sulle vedove senza figli, la maggior parte delle sue proprietà furono ereditate da Sigismondo I, Granduca di Lituania. Il 15 giugno 1543, Sigismondo trasferì la proprietà a suo figlio Sigismondo II Augusto che visitò le proprietà nell'ottobre 1543. È probabile che sia stato in quel periodo che Barbara e Sigismondo Augusto divennero amanti, anche se non vi è alcuna prova della vicenda fino a dopo la morte della prima moglie di Sigismondo II Augusto.
Nel luglio del 1544, Sigismondo Augusto si recò a Brest e tornò con sua moglie Elisabetta d'Asburgo in ottobre a Vilnius, dove Barbara risiedeva con sua madre. Il 15 giugno 1545, Elisabetta morì per degli attacchi epilettici. Sigismondo Augusto e Barbara erano liberi di godersi la reciproca compagnia: si diffusero voci sui loro appuntamenti romantici, la caccia e le feste. Si disse che Sigismondo Augusto avesse ordinato la costruzione di un tunnel segreto che collegasse il Palazzo Reale con il vicino Palazzo Radziwiłł in modo che la coppia potesse incontrarsi frequentemente e con discrezione. Allo stesso tempo, Sigismondo Augusto e i suoi genitori cercarono una nuova sposa. Sigismondo I contemplò un matrimonio con Anna Sofia, figlia di Alberto, Duca di Prussia. Altre candidate furono Anna d'Este, Anna di Lorena, le principesse Maria I d'Inghilterra e Margherita di Francia.
Nel 1547, Sigismondo Augusto e Barbara si sposarono in segreto. Né la data esatta né le circostanze sono note. Secondo una ricerca di Władysław Pociecha, il matrimonio si svolse probabilmente tra il 26 luglio e il 6 agosto. Suo cugino Mikołaj Czarny Radziwiłł "il Nero" fu inviato a Cracovia per informare la corte polacca che Sigismondo Augusto e Barbara si erano sposati il 25 novembre 1545. Sembra che fallì l'incarico e Sigismondo Augusto dovette recarsi in Polonia. Partì da Vilnius il 15 novembre; Barbara fu mandata nella tenuta Radziwiłł a Dubingiai. In una lettera del 20 novembre, il cortigiano Stanisław Dowojno, informò Sigismondo Augusto che a causa del difficile viaggio, Barbara ebbe un aborto. Se ciò fosse vero, e non un elaborato intrigo dei Radziwiłł, spiegherebbe il matrimonio segreto, ovvero un tentativo di fornire legittimità al bambino. Un'altra spiegazione potrebbe essere che il sanguinamento fosse causato da una rottura di un ascesso interno, un segno precoce della sua malattia allo stadio terminale.

#### Lotta politica per il riconoscimento
Sigismondo Augusto informò i suoi genitori del matrimonio il 2 febbraio 1548 a Piotrków Trybunalski. Le notizie causarono un tumulto tra i nobili polacchi mentre Sigismondo Augusto si sposò senza l'approvazione del Senato. La regina madre Bona Sforza fu uno degli avversari più temibili. Nella successiva campagna contro il riconoscimento del matrimonio, Barbara fu ampiamente accusata di comportamento promiscuo e di usare la stregoneria o il veleno per sedurre Sigismondo Augusto. Vari autori, tra cui Stanisław Orzechowski e Mikołaj Rej, pubblicarono e distribuirono vari opuscoli dispregiativi. I nobili lituani non protestarono apertamente contro il matrimonio, ma diffidarono dei Radziwiłł e della loro ascesa al potere.
Il re Sigismondo I morì il 1 aprile 1548. Sigismondo Augusto, che tornò brevemente a Vilnius, dovette tornare a Cracovia per partecipare ai funerali e assicurare sé stesso sul trono polacco. Barbara rimase a Vilnius. Sembra che all'incirca nello stesso periodo Barbara lo informasse di un'altra gravidanza; anche questo si concluse con un aborto. Nel settembre del 1548 Sigismondo Augusto invitò Barbara in Polonia per mostrare la forza del loro matrimonio. Il problema fu discusso dal Sejm il 31 ottobre e il 12 dicembre a Piotrków Trybunalski. Le sessioni erano rumorose e turbolente. I nobili, tra cui voivoda Piotr Kmita Sobieński, Jan Gabriel Tęczyński e Piotr Boratyński, supplicarono il re di abbandonare il matrimonio e minacciarono persino di prendere le armi. Sigismondo Augusto rifiutò fermamente e si schierò dalla parte della moglie; secondo quanto riferito, considerò perfino l'abdicazione. Il sejm finì in una situazione di stallo.
Dopo il Sejm, Sigismondo e Barbara entrarono a Cracovia il 13 febbraio 1549. A Wawel, Barbara godeva di uno stile di vita lussuoso e di regali costosi. Nel maggio 1549, ricevette vasti territori nel Voivodato di Trakai, tra cui il Castello di Kaunas, Rumšiškės, Alytus, Merkinė, Nemunaitis, Birštonas, Žiežmariai, Stakliškės, Karmėlava, Vilkija, Skirsnemunė, Veliuona e Darsūniškis. Mentre esercitava un'immensa influenza su Sigismondo Augusto, non mostrò alcun interesse per la politica, a differenza del suo ambizioso cugino Mikołaj Radziwiłł "il Nero" e il fratello Mikołaj Radziwiłł "il Rosso". Mentre lavoravano con suo marito per assicurarle la corona polacca, non fece alcun gesto per ottenere il sostegno dei nobili o il favore del popolo. Quando fu offerta una soluzione di compromesso - riconoscere Barbara come moglie di Sigismondo Augusto ma non per coronarla come Regina della Polonia - Sigismondo Augusto rifiutò perché ciò avrebbe gettato un dubbio sulla legittimità di eventuali futuri figli. Nell'estate del 1549, per proteggersi da una possibile ribellione armata, Sigismondo Augusto concluse un'alleanza con Ferdinando, re d'Ungheria, lasciando la sorella Isabella Jagellona a difendersi nelle dispute di successione nel Regno d'Ungheria. Per ottenere un riassunto papale che permettesse l'incoronazione di Barbara, Sigismondo Augusto emanò un editto che proibiva l'eresia - una mossa controverso in un paese che aveva molti ortodossi orientali. Sua madre fu allontanata dalla corte e si trasferì in Mazovia.

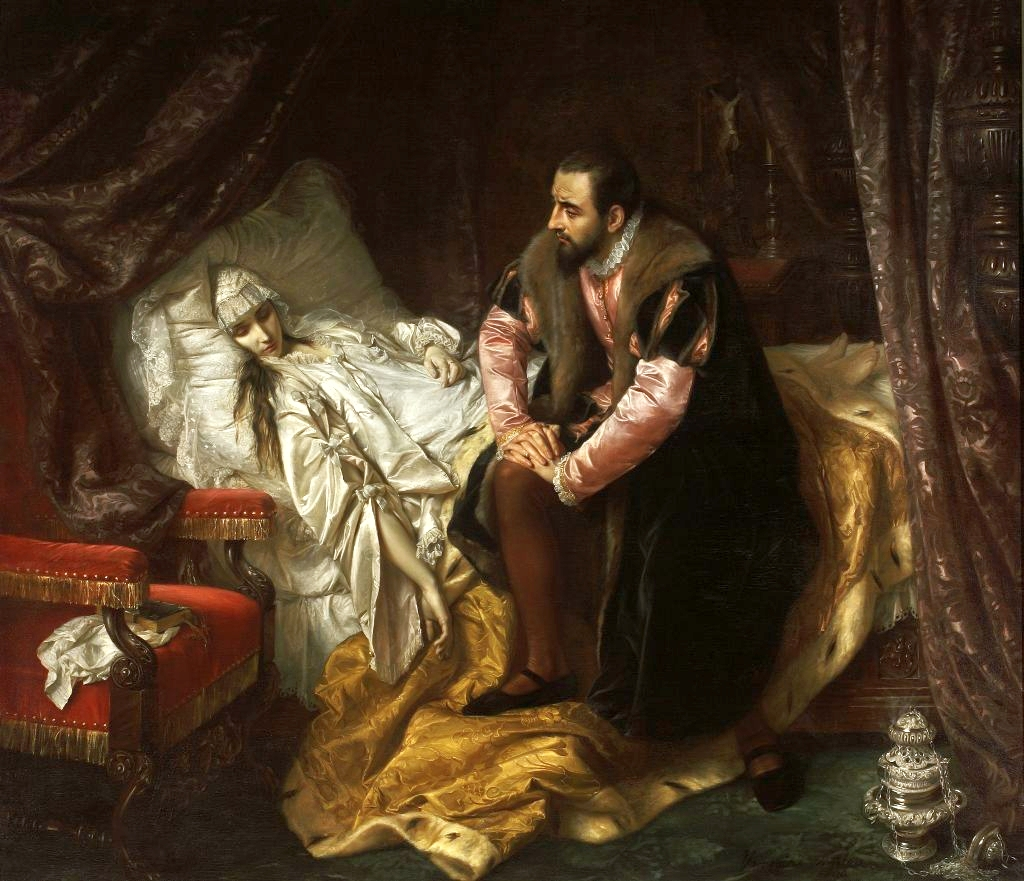
Morte di Barbara Radziwiłł, dipinto di Józef Simmler.

## Morte
Al sejm successivo, nel maggio-luglio 1550, nessuno si oppose al matrimonio. Pertanto, Barbara fu incoronata regina di Polonia il 7 dicembre 1550 nella cattedrale del Wawel da Mikołaj III Dzierzgowski, arcivescovo di Gniezno. Tuttavia, il suo regno durò solo cinque mesi. Quasi dal suo matrimonio nel 1547, si lamentava di una cattiva salute, in particolare di mal di stomaco o "pietre interne". Dopo l'incoronazione, la sua salute peggiorò. Aveva febbre, mal di stomaco, non aveva appetito. Un nodo apparve sullo stomaco pieno di pus. Sigismondo Augusto chiese di inviare delle guaritrici, compresa una donna ebrea, dalla Lituania.
Nel marzo del 1551, le sue condizioni migliorarono leggermente e fu in grado di ricevere un messaggero da Bona Sforza che la informò che riconosceva il suo matrimonio con Sigismondo Augusto. È stata descritta come la sua ultima vittoria. La sua salute continuò a peggiorare: aveva febbre, diarrea e nausea. Sigismondo Augusto si occupava personalmente della moglie malata, anche se a quanto riferito puzzava di pus. Voleva portarla a Niepołomice dove sperava che il clima primaverile attenuasse le sue sofferenze. Barbara morì l'8 maggio 1551 a Cracovia. Chiese di essere sepolta a Vilnius e il suo corpo fu trasportato nella Cattedrale di Vilnius, dove fu sepolta il 23 giugno, accanto alla prima moglie di Sigismondo Augusto, Elisabetta d'Austria. La sua morte fu una grave perdita per il re; si dice che per una buona parte del viaggio abbia seguito la sua bara a piedi. Si diceva anche che Sigismondo Augusto divenne più serio, evitò le feste e amò vestirsi di nero per il resto della sua vita.
La causa della sua malattia è stata discussa da contemporanei e storici. Giovanni Francesco Commendone affermò che la sua malattia era causata dal suo uso di misure contraccettive. Voci insistenti erano sul fatto che fosse stata avvelenata da Bona Sforza. Gli storici moderni tendono a pensare che si trattasse di tumore della cervice o ovarico.

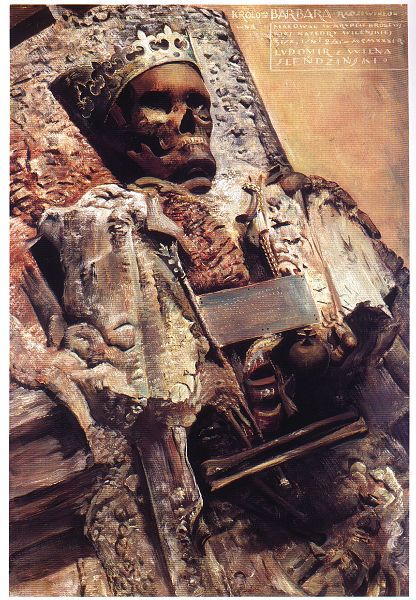
Resti di Barbara (dipinto di Ludomir Sleńdziński)

## Resti
I suoi resti furono rinvenuti nella cattedrale di Vilnius dopo un'alluvione del 1931. Per preservare il suo corpo durante il lungo viaggio estivo da Cracovia a Vilnius, fu ricoperto da una miscela di cenere e calce viva. Mentre la bara di legno si consumava, la calce si induriva e formava un guscio protettivo che preservava le sue ossa piuttosto bene. Fu sepolta con simboli regali (corona d'argento dorata, scettro d'argento, sfera d'oro con croce) e gioielli (lunga collana d'oro, tre anelli d'oro, uno di loro, donato da Sigismondo Augusto, era coperto di vitreo nero smalto e aveva tre pietre - brillante, rubino e smeraldo). Questi e altri manufatti furono conservati nella cattedrale di Vilnius, ma scomparvero durante la seconda guerra mondiale.
Il suo scheletro è stato pulito, conservato e incollato insieme da Michał Reicher e Witold Sylwanowicz, professori alla Stefan Batory University. Calcolarono la sua altezza a 160,2 cm, che era piuttosto alta per i suoi tempi. I suoi denti erano bianchi e dritti; il suo corpo era magro; la sua faccia e il suo naso erano stretti. Notarono anche anomalie anatomiche - una costola cervicale (extra) e un sacro particolarmente piatto, che poteva indicare rachitismo, ma il resto del suo scheletro non mostrava segni di malattia. I resti di Barbara furono trasferiti in una cripta sotto la cappella di San Casimiro e rimasero intatti fino al 2001. La sua altezza fu ricalcolata a 162 cm. Usando i metodi sviluppati da Mikhail Mikhailovič Gerasimov, Vytautas Urbanavičius hanno ricostruito i lineamenti del viso e ha rivelato di avere un naso aquilino, una caratteristica assente dai suoi ritratti.

## Nell'arte

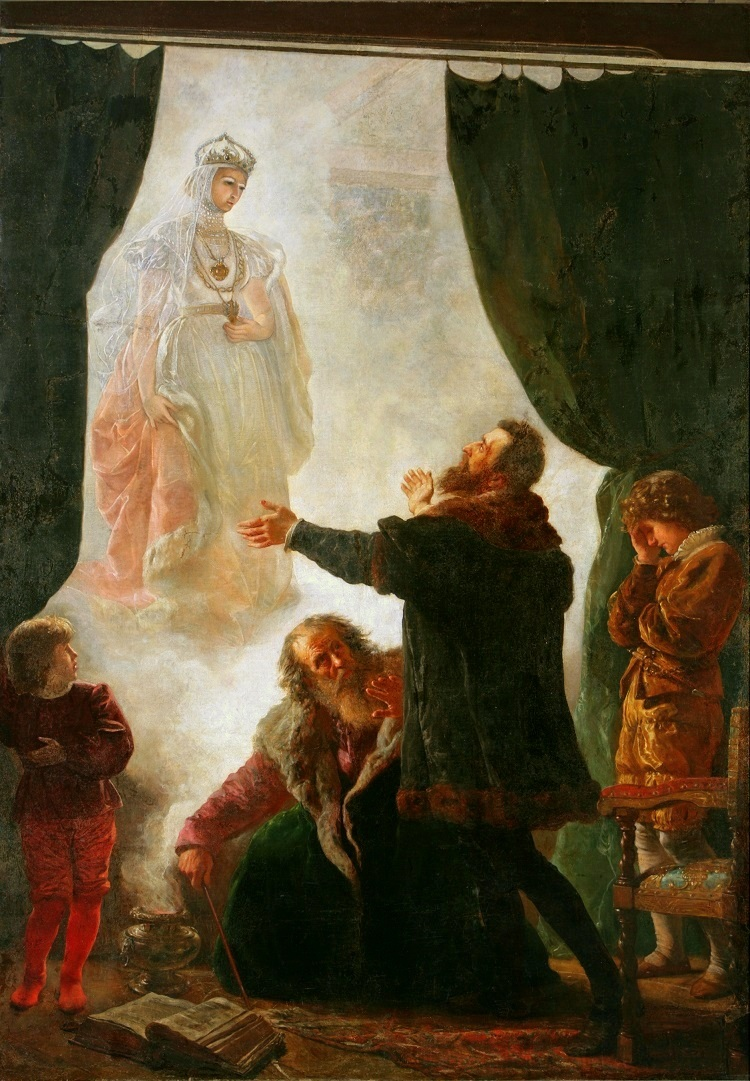
Pan Twardowski evoca il fantasma di Barbara, dipinto di Wojciech Gerson.

La vita e la morte di Barbara Radziwiłł hanno ispirato varie leggende, opere d'arte e letterarie, film. Nella leggenda popolare di Pan Twardowski, una figura del folklore tradizionale con alcuni tratti comuni a Faust, questi evoca lo spirito di Barbara su richiesta del re Sigismondo Augusto. Nel 1817 Alojzy Feliński scrisse una tragedia sul tema, e nel 1858 Antoni Edward Odyniec un dramma teatrale, Barbara Radziwiłłówna. Un ritratto settecentesco del pittore Michał Kulesza in cui la regina è riccamente vestita con delle perle è considerato tra i lavori migliori dell'artista.
Nel 1983 Janusz Majewski girò un film, Epitafium dla Barbary Radziwiłłówny (Epitaffio per Barbara Radziwiłł) sulla storia di Barbara Radziwiłł con il re Sigismondo II Augusto di Polonia, la sua morte e il suo ritorno postumo a Vilnius: Anna Dymna interpretava il ruolo di Barbara e Jerzy Zelnik quello del re. Barbara Radziwiłł era anche uno dei personaggi principali nella serie televisiva andata in onda sul canale polacco Telewizja Polska, Królowa Bona (Regina Bona).
In Lituania, nel 1972, Juozas Grušas scrisse un lavoro teatrale, Barbora Radvilaitė, che, portato in scena al Teatro di Stato di Kaunas da Jonas Jurašas, durante il periodo dell'occupazione sovietica fu molto popolare per il suo spirito di resistenza intellettuale al regime.
La scrittrice bielorussa Maryja Martysievič ha scritto varie poesie intitolate Barbara Radziwil's LiveJournal, pubblicandole su un blog: i versi sono stati tradotti in polacco, lituano e, parzialmente, in russo e ucraino e inclusi nel suo libro Cmoki latuć na nierast.